# Luis Fenero
Luis Fenero (Jaca, 23 de juliol de 1992) és un ballarí sobre gel espanyol que ha sigut campió juvenil espanyol dues vegades, amb la parella Celia Robledo, i fou 16è al Campionat del Món Júnior de 2013. Fenero va competir amb Maria Antolin entre 2008 i 2010 i amb Emili Arm els anys 2010 i 2011. Es va associar amb Robledo el 2011. Es van traslladar des de Madrid a Lió per entrenar amb Muriel Boucher-Zazoui i Romain Haguenauer. El juliol de 2014 es van traslladar amb Haguenauer a Mont-real.